# Canton de Pouyastruc
Le canton de Pouyastruc est  un ancien canton français situé dans le département des Hautes-Pyrénées.

## Composition
Le Canton de Pouyastruc regroupait 27 communes et comptait 4 877 habitants en 2012.
| Communes        | Population (2012) | Code postal | Code Insee |
| --------------- | ----------------- | ----------- | ---------- |
| Aubarède        | 223               | 65350       | 65044      |
| Bouilh-Péreuilh | 88                | 65350       | 65103      |
| Boulin          | 280               | 65350       | 65104      |
| Cabanac         | 210               | 65350       | 65115      |
| Castelvieilh    | 192               | 65350       | 65131      |
| Castéra-Lou     | 154               | 65350       | 65133      |
| Chelle-Debat    | 211               | 65350       | 65142      |
| Collongues      | 111               | 65350       | 65151      |
| Coussan         | 128               | 65350       | 65153      |
| Dours           | 183               | 65350       | 65156      |
| Gonez           | 31                | 65350       | 65204      |
| Hourc           | 104               | 65350       | 65225      |
| Jacque          | 54                | 65350       | 65232      |
| Lansac          | 149               | 65350       | 65259      |
| Laslades        | 301               | 65350       | 65265      |
| Lizos           | 78                | 65350       | 65276      |
| Louit           | 129               | 65350       | 65285      |
| Marquerie       | 74                | 65350       | 65298      |
| Marseillan      | 158               | 65350       | 65301      |
| Mun             | 92                | 65350       | 65326      |
| Oléac-Debat     | 105               | 65350       | 65332      |
| Peyriguère      | 25                | 65350       | 65359      |
| Pouyastruc      | 538               | 65350       | 65369      |
| Sabalos         | 106               | 65350       | 65380      |
| Soréac          | 34                | 65350       | 65430      |
| Souyeaux        | 200               | 65350       | 65436      |
| Thuy            | 14                | 65350       | 65443      |

## Démographie
| 1962 | 1968  | 1975  | 1982  | 1990  | 1999  | 2007  | 2008  | 2009 |
| ---- | ----- | ----- | ----- | ----- | ----- | ----- | ----- | ---- |
| -    | 3 074 | 3 028 | 3 550 | 3 849 | 3 964 | 4 452 | 4 521 | -    |

## Administration

### Conseillers d'arrondissement (de 1833 à 1940)
| Période                                  | Période      | Identité                      | Étiquette | Qualité |
| ---------------------------------------- | ------------ | ----------------------------- | --------- | --- |
| 1833                                     | 1838 (décès) | Bertrand Daverède (1772-1838) |           | Notaire, propriétaire à Aubarède                                                                            |
| 1839                                     | 1848         | M. Daverède                   |           | Notaire, propriétaire à Cabanac                                                                             |
|                                          |              |                               |           | |
| 1919                                     | 1940         | Joseph Daverède               | Rad.      | Médecin à Marseillan                                                                                        |
| 1940                                     |              |                               |           | Les conseils d'arrondissement ont été suspendus par la loi du 12 octobre 1940 et n'ont jamais été réactivés |
| Les données manquantes sont à compléter. |              |                               |           | |

### Conseillers généraux de 1833 à 2015
| Période        | Période          | Identité                                              | Étiquette        | Qualité                                                                                               |
| -------------- | ---------------- | ----------------------------------------------------- | ---------------- | --- |
| 1833           | 1845 (décès)     | Pascal Baseilhac (1795-1845)                          |                  | Propriétaire, avocat et notaire Propriétaire du château de Pouyastruc                                 |
| 1845           | 1848             | Pierre Bonnecarrère (1814-1896)                       | Conservateur     | Propriétaire à Bouilh-Péreuilh                                                                        |
| 1848           | 1852             | Jean d'Armau Baron de Pouydraguin (1813-1883)         | Républicain      | Maire d'Aubarède                                                                                      |
| 1852           | 1858             | Raymond Comte de Ségur d'Aguesseau                    |                  | Auditeur au Conseil d'État Ancien Préfet des Hautes-Pyrénées Propriétaire à Oléac-Debat               |
| 1858           | 1870             | Louis Vicomte de La Garde Chambonnas                  |                  | Officier, maire de Tarbes (1857-1870)                                                                 |
| 1870           | 1871             | Pierre Bonnecarrère                                   | Conservateur     | Propriétaire à Bouilh-Péreuilh                                                                        |
| 1871           | 1878 (démission) | Jean d'Armau Baron de Pouydraguin                     | Républicain      | Maire d'Aubarède                                                                                      |
| 1878           | 1886             | Henri d'Armau Baron de Poudraguin (fils du précédent) | Républicain      | Avocat à Tarbes                                                                                       |
| 1886           | 1910             | Emile Dupouy-Lacave                                   | Républicain      | Notaire, maire de Pouyastruc                                                                          |
| 1910           | 1940 (décès)     | Jean Marre                                            | URD              | Avocat et propriétaire Maire de Marseillan (1910-1940)                                                |
|                |                  |                                                       |                  | |
| 1945           | 1967             | Joseph Daverède                                       | Rad.             | Médecin Maire de Marseillan (1945-1971), ancien conseiller d'arrondissement                           |
| 1967           | 1994 (décès)     | Étienne Achille-Fould                                 | CD puis UDF-Rad. | Eleveur Maire d'Oléac-Debat (1971-1994)                                                               |
| 3 juillet 1994 | 2004             | Jean Burguès                                          | SE-UDF           | Fonctionnaire territorial, secrétaire de mairie à Oléac-Debat                                         |
| 2004           | 2015             | Josiane Bédouret                                      | PS               | Directrice de l'Association d'aide à domicile en milieu rural (ADMR) Maire de Castéra-Lou (2001-2014) |